# Eleições autárquicas portuguesas de 2005 no distrito de Vila Real
| Eleições autárquicas portuguesas de 2005 Distritos: Aveiro \| Beja \| Braga \| Bragança \| Castelo Branco \| Coimbra \| Évora \| Faro \| Guarda \| Leiria \| Lisboa \| Portalegre \| Porto \| Santarém \| Setúbal \| Viana do Castelo \| Vila Real \| Viseu \| Açores \| Madeira |

## Resultados por Concelho
Os resultados nos Concelhos do Distrito de Vila Real foram os seguintes

### Alijó
| Partido                 | Partido                        | Votos  | %               | +/-  | Vereadores | +/-     |
| ----------------------- | ------------------------------ | ------ | --------------- | ---- | ---------- | ------- |
|                         | Partido Socialista             | 5 293  | 56,15 / 100,00  | 9,71 | 4 / 7      | Estável |
|                         | PSD-CDS                        | 3 573  | 37,90 / 100,00  | -    | 3 / 7      | -       |
|                         | Coligação Democrática Unitária | 192    | 2,04 / 100,00   | 0,37 | 0 / 7      | Estável |
| Votos Inválidos         | Votos Inválidos                | 369    | 3,91 / 100,00   | 0,65 |            |         |
| Total                   | Total                          | 9 427  | 100,00 / 100,00 |      | 7 / 7      |         |
| Eleitorado/Participação | Eleitorado/Participação        | 13 683 | 68,90 / 100,00  | 0,28 |            |         |

### Boticas
| Partido                 | Partido                        | Votos | %               | +/-  | Vereadores | +/-     |
| ----------------------- | ------------------------------ | ----- | --------------- | ---- | ---------- | ------- |
|                         | Partido Social Democrata       | 2 848 | 61,47 / 100,00  | 2,25 | 4 / 5      | Estável |
|                         | Partido Socialista             | 1 397 | 30,15 / 100,00  | 1,33 | 1 / 5      | Estável |
|                         | Coligação Democrática Unitária | 117   | 2,53 / 100,00   | 0,65 | 0 / 5      | Estável |
|                         | Partido Popular                | 50    | 1,08 / 100,00   | 0,08 | 0 / 5      | Estável |
| Votos Inválidos         | Votos Inválidos                | 221   | 4,77 / 100,00   | 0,33 |            |         |
| Total                   | Total                          | 4 633 | 100,00 / 100,00 |      | 5 / 5      |         |
| Eleitorado/Participação | Eleitorado/Participação        | 7 160 | 64,71 / 100,00  | 1,43 |            |         |

### Chaves
| Partido                 | Partido                        | Votos  | %               | +/-  | Vereadores | +/-     |
| ----------------------- | ------------------------------ | ------ | --------------- | ---- | ---------- | ------- |
|                         | Partido Social Democrata       | 12 989 | 48,10 / 100,00  | 3,02 | 4 / 7      | Estável |
|                         | Partido Socialista             | 10 927 | 40,47 / 100,00  | 0,79 | 3 / 7      | Estável |
|                         | Coligação Democrática Unitária | 1 320  | 4,89 / 100,00   | 2,50 | 0 / 7      | Estável |
|                         | Partido Popular                | 686    | 2,54 / 100,00   | 0,66 | 0 / 7      | Estável |
| Votos Inválidos         | Votos Inválidos                | 1 081  | 4,00 / 100,00   | 0,65 |            |         |
| Total                   | Total                          | 27 003 | 100,00 / 100,00 |      | 7 / 7      |         |
| Eleitorado/Participação | Eleitorado/Participação        | 43 096 | 62,66 / 100,00  | 0,56 |            |         |

### Mesão Frio
| Partido                 | Partido                        | Votos | %               | +/-  | Vereadores | +/-     |
| ----------------------- | ------------------------------ | ----- | --------------- | ---- | ---------- | ------- |
|                         | Partido Social Democrata       | 2 012 | 58,30 / 100,00  | 5,58 | 3 / 5      | Estável |
|                         | Partido Socialista             | 1 344 | 38,95 / 100,00  | 4,18 | 2 / 5      | Estável |
|                         | Coligação Democrática Unitária | 20    | 0,58 / 100,00   | 0,11 | 0 / 5      | Estável |
| Votos Inválidos         | Votos Inválidos                | 75    | 2,17 / 100,00   | 0,59 |            |         |
| Total                   | Total                          | 3 451 | 100,00 / 100,00 |      | 5 / 5      |         |
| Eleitorado/Participação | Eleitorado/Participação        | 4 574 | 75,45 / 100,00  | 2,32 |            |         |

### Mondim de Basto
| Partido                 | Partido                        | Votos | %               | +/-   | Vereadores | +/-     |
| ----------------------- | ------------------------------ | ----- | --------------- | ----- | ---------- | ------- |
|                         | Partido Social Democrata       | 2 119 | 41,37 / 100,00  | 3,09  | 3 / 5      | Estável |
|                         | Partido Socialista             | 2 088 | 40,77 / 100,00  | 12,03 | 2 / 5      | 1       |
|                         | Partido Popular                | 697   | 13,61 / 100,00  | 7,68  | 0 / 5      | 1       |
|                         | PCTP/MRPP                      | 47    | 0,92 / 100,00   | 0,18  | 0 / 5      | Estável |
|                         | Coligação Democrática Unitária | 23    | 0,45 / 100,00   | 0,50  | 0 / 5      | Estável |
| Votos Inválidos         | Votos Inválidos                | 148   | 2,89 / 100,00   | 0,09  |            |         |
| Total                   | Total                          | 5 122 | 100,00 / 100,00 |       | 5 / 5      |         |
| Eleitorado/Participação | Eleitorado/Participação        | 8 165 | 62,73 / 100,00  | 1,12  |            |         |

### Montalegre
| Partido                 | Partido                        | Votos  | %               | +/-  | Vereadores | +/-     |
| ----------------------- | ------------------------------ | ------ | --------------- | ---- | ---------- | ------- |
|                         | Partido Socialista             | 5 451  | 52,89 / 100,00  | 6,19 | 4 / 7      | Estável |
|                         | PSD-CDS                        | 4 205  | 40,80 / 100,00  | -    | 3 / 7      | -       |
|                         | Bloco de Esquerda              | 236    | 2,29 / 100,00   | -    | 0 / 7      | -       |
|                         | Coligação Democrática Unitária | 70     | 0,68 / 100,00   | 1,69 | 0 / 7      | Estável |
| Votos Inválidos         | Votos Inválidos                | 344    | 3,34 / 100,00   | 0,84 |            |         |
| Total                   | Total                          | 10 306 | 100,00 / 100,00 |      | 7 / 7      |         |
| Eleitorado/Participação | Eleitorado/Participação        | 15 247 | 67,59 / 100,00  | 4,32 |            |         |

### Murça
| Partido                 | Partido                        | Votos | %               | +/-  | Vereadores | +/-     |
| ----------------------- | ------------------------------ | ----- | --------------- | ---- | ---------- | ------- |
|                         | Partido Socialista             | 2 519 | 52,05 / 100,00  | 6,95 | 3 / 5      | Estável |
|                         | Partido Social Democrata       | 1 976 | 40,83 / 100,00  | 1,66 | 2 / 5      | Estável |
|                         | Partido Popular                | 112   | 2,31 / 100,00   | 5,62 | 0 / 5      | Estável |
|                         | Coligação Democrática Unitária | 58    | 1,20 / 100,00   | 0,40 | 0 / 5      | Estável |
| Votos Inválidos         | Votos Inválidos                | 175   | 3,62 / 100,00   | 0,06 |            |         |
| Total                   | Total                          | 4 840 | 100,00 / 100,00 |      | 5 / 5      |         |
| Eleitorado/Participação | Eleitorado/Participação        | 7 360 | 65,76 / 100,00  | 0,49 |            |         |

### Peso da Régua
| Partido                 | Partido                        | Votos  | %               | +/-  | Vereadores | +/-     |
| ----------------------- | ------------------------------ | ------ | --------------- | ---- | ---------- | ------- |
|                         | Partido Social Democrata       | 5 003  | 46,95 / 100,00  | 4,70 | 4 / 7      | 1       |
|                         | Partido Socialista             | 4 701  | 44,11 / 100,00  | 4,86 | 3 / 7      | 1       |
|                         | Coligação Democrática Unitária | 390    | 3,66 / 100,00   | 0,89 | 0 / 7      | Estável |
|                         | Partido Popular                | 193    | 1,81 / 100,00   | 0,51 | 0 / 7      | Estável |
| Votos Inválidos         | Votos Inválidos                | 370    | 3,47 / 100,00   | 0,23 |            |         |
| Total                   | Total                          | 10 657 | 100,00 / 100,00 |      | 7 / 7      |         |
| Eleitorado/Participação | Eleitorado/Participação        | 16 879 | 63,14 / 100,00  | 0,10 |            |         |

### Ribeira de Pena
| Partido                 | Partido                        | Votos | %               | +/-  | Vereadores | +/-     |
| ----------------------- | ------------------------------ | ----- | --------------- | ---- | ---------- | ------- |
|                         | PSD-CDS                        | 3 122 | 50,91 / 100,00  | 2,06 | 3 / 5      | Estável |
|                         | Partido Socialista             | 2 862 | 46,67 / 100,00  | 2,14 | 2 / 5      | Estável |
|                         | Coligação Democrática Unitária | 45    | 0,73 / 100,00   | 0,29 | 0 / 5      | Estável |
| Votos Inválidos         | Votos Inválidos                | 103   | 1,68 / 100,00   | 0,23 |            |         |
| Total                   | Total                          | 6 132 | 100,00 / 100,00 |      | 5 / 5      |         |
| Eleitorado/Participação | Eleitorado/Participação        | 8 199 | 74,79 / 100,00  | 5,21 |            |         |

### Sabrosa
| Partido                 | Partido                                       | Votos | %               | +/-   | Vereadores | +/-     |
| ----------------------- | --------------------------------------------- | ----- | --------------- | ----- | ---------- | ------- |
|                         | Independentes Unidos pelo Concelho de Sabrosa | 1 720 | 33,39 / 100,00  | Novo  | 2 / 5      | Novo    |
|                         | Partido Social Democrata                      | 1 681 | 32,63 / 100,00  | 20,45 | 2 / 5      | 1       |
|                         | Partido Socialista                            | 1 507 | 29,26 / 100,00  | 12,85 | 1 / 5      | 1       |
|                         | Coligação Democrática Unitária                | 49    | 0,95 / 100,00   | 0,40  | 0 / 5      | Estável |
| Votos Inválidos         | Votos Inválidos                               | 194   | 3,77 / 100,00   | 0,31  |            |         |
| Total                   | Total                                         | 5 151 | 100,00 / 100,00 |       | 5 / 5      |         |
| Eleitorado/Participação | Eleitorado/Participação                       | 7 030 | 73,27 / 100,00  | 0,43  |            |         |

### Santa Marta de Penaguião
| Partido                 | Partido                        | Votos | %               | +/-  | Vereadores | +/-     |
| ----------------------- | ------------------------------ | ----- | --------------- | ---- | ---------- | ------- |
|                         | Partido Socialista             | 3 980 | 66,79 / 100,00  | 4,28 | 4 / 5      | Estável |
|                         | Partido Social Democrata       | 1 627 | 27,30 / 100,00  | 3,28 | 1 / 5      | Estável |
|                         | Coligação Democrática Unitária | 124   | 2,08 / 100,00   | 1,06 | 0 / 5      | Estável |
| Votos Inválidos         | Votos Inválidos                | 228   | 3,83 / 100,00   | 0,84 |            |         |
| Total                   | Total                          | 5 959 | 100,00 / 100,00 |      | 5 / 5      |         |
| Eleitorado/Participação | Eleitorado/Participação        | 8 803 | 67,69 / 100,00  | 4,43 |            |         |

### Valpaços
| Partido                 | Partido                        | Votos  | %               | +/-  | Vereadores | +/-     |
| ----------------------- | ------------------------------ | ------ | --------------- | ---- | ---------- | ------- |
|                         | Partido Social Democrata       | 8 423  | 70,93 / 100,00  | 8,14 | 6 / 7      | 1       |
|                         | Partido Socialista             | 2 638  | 22,21 / 100,00  | 4,56 | 1 / 7      | 1       |
|                         | Coligação Democrática Unitária | 187    | 1,57 / 100,00   | 0,65 | 0 / 7      | Estável |
| Votos Inválidos         | Votos Inválidos                | 627    | 5,28 / 100,00   | 0,45 |            |         |
| Total                   | Total                          | 11 875 | 100,00 / 100,00 |      | 7 / 7      |         |
| Eleitorado/Participação | Eleitorado/Participação        | 21 434 | 55,40 / 100,00  | 8,48 |            |         |

### Vila Pouca de Aguiar
| Partido                 | Partido                        | Votos  | %               | +/-  | Vereadores | +/-     |
| ----------------------- | ------------------------------ | ------ | --------------- | ---- | ---------- | ------- |
|                         | PSD-CDS                        | 5 804  | 54,84 / 100,00  | 7,59 | 4 / 7      | Estável |
|                         | Partido Socialista             | 4 252  | 40,17 / 100,00  | 6,88 | 3 / 7      | Estável |
|                         | Coligação Democrática Unitária | 173    | 1,63 / 100,00   | 0,76 | 0 / 7      | Estável |
| Votos Inválidos         | Votos Inválidos                | 355    | 3,35 / 100,00   | 0,03 |            |         |
| Total                   | Total                          | 10 584 | 100,00 / 100,00 |      | 7 / 7      |         |
| Eleitorado/Participação | Eleitorado/Participação        | 16 892 | 62,66 / 100,00  | 0,80 |            |         |

### Vila Real
| Partido                 | Partido                        | Votos  | %               | +/-   | Vereadores | +/-     |
| ----------------------- | ------------------------------ | ------ | --------------- | ----- | ---------- | ------- |
|                         | Partido Social Democrata       | 14 602 | 48,61 / 100,00  | 8,31  | 4 / 7      | 1       |
|                         | Partido Socialista             | 12 711 | 42,31 / 100,00  | 10,46 | 3 / 7      | 1       |
|                         | Coligação Democrática Unitária | 983    | 3,27 / 100,00   | 0,02  | 0 / 7      | Estável |
|                         | Partido Popular                | 701    | 2,33 / 100,00   | 2,02  | 0 / 7      | Estável |
| Votos Inválidos         | Votos Inválidos                | 1 045  | 3,48 / 100,00   | 0,12  |            |         |
| Total                   | Total                          | 30 042 | 100,00 / 100,00 |       | 7 / 7      |         |
| Eleitorado/Participação | Eleitorado/Participação        | 43 877 | 68,47 / 100,00  | 2,41  |            |         |